# Papillons

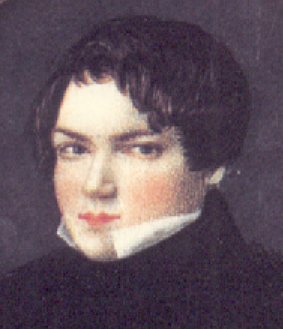
Robert Schumann en 1830.

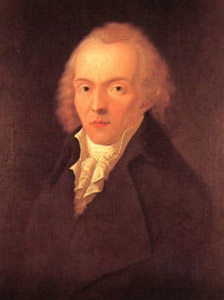
Jean Paul 1797.

Papillons (Mariposas), Op. 2 es un ciclo de piezas para piano compuestas por Robert Schumann entre 1829 y 1832. La obra está dedicada a Therese, Rosalie y Emilie Schumann, las tres hijas del compositor. Se trata de su segundo trabajo publicado. Las Papillons se crearon en relación con la lectura del fragmento de la novela Flegeljahre (Años de juventud) de Jean Paul.

## Historia

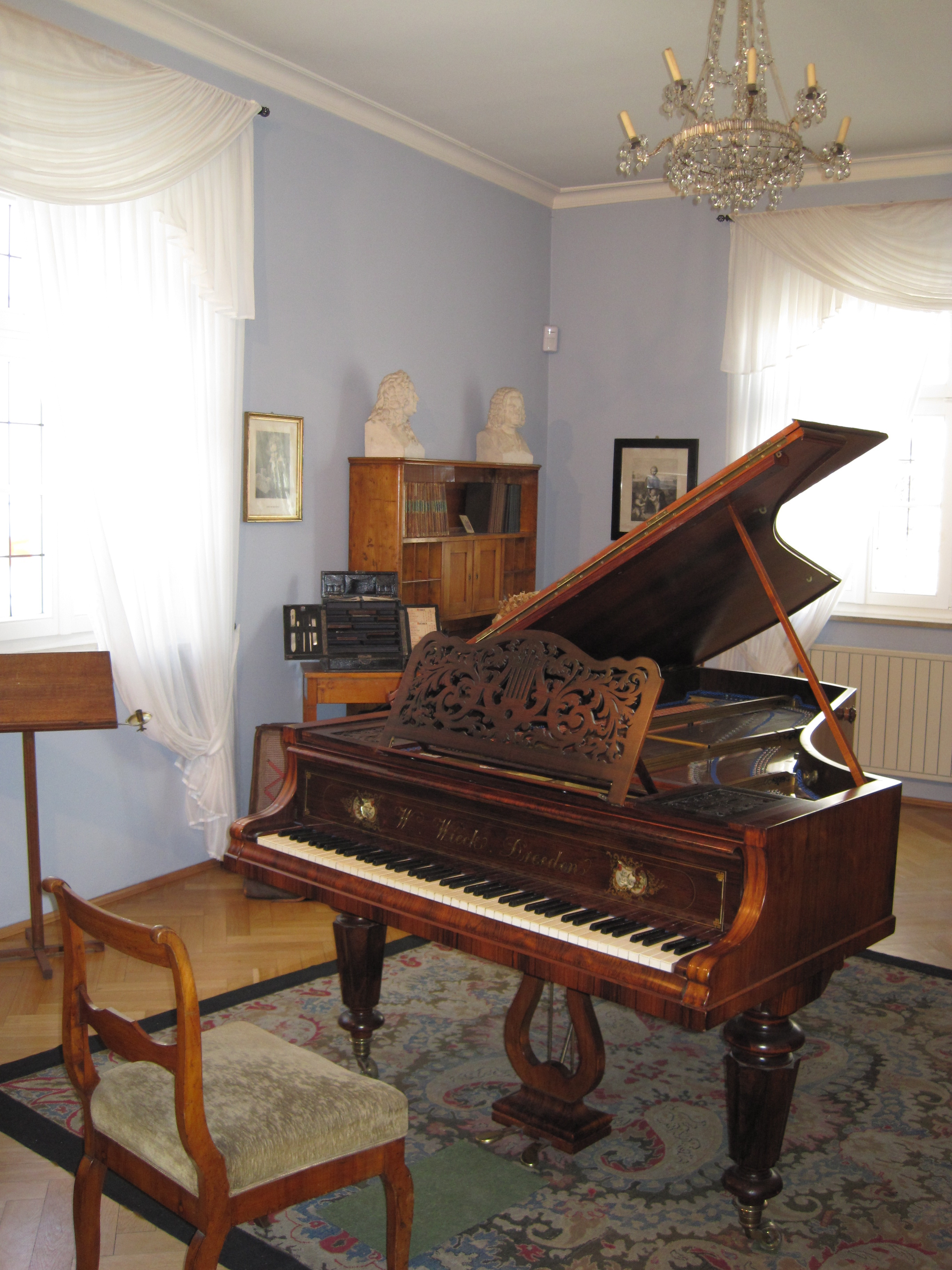
Sala de música de la casa de Robert-Schumann en Zwickau.

En abril de 1832 Robert escribió a Ludwig Rellstab, el poeta y fundador de la revista musical Iris im Gebiete der Tonkunst (Iris en el campo del arte sonoro):

«Menos para el editor de Iris, que para el poeta y el espíritu afín de Jean Paul, me permito algunos palabras sobre 'Papillons' sobre su origen para agregar, ya que el hilo destinado a unirlas es apenas visible. A menudo volteaba la última página: porque el final me parecía sólo un nuevo comienzo; casi inconscientemente estaba al piano y así fue surgiendo una tras otra.»

El compositor también utilizó composiciones que ya habían sido escritas anteriormente. En la copia personal de Schumann de Flegeljahre hay notas marginales que asignan números individuales de Papillons a pasajes específicos del texto. Sin embargo, una carta a Henriette Voigt muestra que este no es el escenario de una novela:

«También menciono que pongo el texto debajo de la música, no al revés... Jean Paul despertó sólo a la última, que la casualidad de la interpretación forjó como respuesta a la primera.»

Los dos personajes principales de la novela de Jean Paul son Walt Harnisch, que tiene una naturaleza poética bastante tranquila; y su hermano Vult, un atrevido virtuoso de la flauta y un brillante bailarín. Ambos aman a la misma mujer, que es Wina, la hija de un general polaco. La elección entre Vult y Walt se decidirá en un baile de máscaras.

### Interpretaciones
El título Papillons hace referencia, como se dice que explicó el propio Schumann en una conversación, al colorido “revoloteo de los danzantes en un baile de carnaval”. La conexión con el festival de máscaras del final de la novela de Jean Paul es indiscutible. Sin embargo, no se puede precisar hasta qué punto son concretas las referencias a la contraparte literaria.
- Reclams Klaviermusikführer (Guía de música para piano de Reclam) llega a la siguiente valoración: "Se plantea un espacio mágico en el que las redes oníricas se condensan en existencia poética sobre los ritmos de las danzas y en el velo de los tonos. Sin embargo, interpretarlos programáticamente en el sentido del original literario no sería muy fructífero."[7]
- Norbert Linke y Gustav Kneip comentan: “Schumann obviamente nos muestra varios estados de ánimo en los que puede caer un asistente al baile (ajetreo, disimulo, disfraz, éxito, vulgaridad, melancolía, languidez, sorpresa, humor, sentimientos repentinos de soledad, resaca, etc. )".[6]
- Misha Donat, al comentar las notas marginales en la copia personal de Schumann de Flegeljahre afirma: "aunque uno no debe sobrestimar tales paralelismos, sin embargo, hay conexiones bastante claras".[4]
- Akio Mayeda va más allá y trata de asignar la música a los hechos de la novela ya los personajes de una forma muy concreta. Además de las entradas de Schumann en su copia de la novela, se basa en parte en hallazgos analíticos musicales, pero en parte también hace afirmaciones que no están muy fundamentadas. El núcleo de su interpretación se basa en la observación de una conexión temática entre la introducción y los compases 41 a 48 de la décima pieza. Este autor interpreta el gesto de cuestionamiento del pasaje introductorio como una pregunta sobre a quién otorgará Wina sus favores. La decisión sobre esto recae durante el baile de máscaras en la décima pieza, donde "modificaciones significativas de la melodía introductoria" marcarían su elección.[5]

## Estructura y análisis
La obra consta de doce movimientos:
- Introducción. Moderato, re mayor.

1. Vals, re mayor.
2. Vals - Prestissimo, mi bemol mayor.
3. Vals, fa menor.
4. Vals, la mayor.
5. Polonesa, si mayor.
6. Vals, re menor.
7. Vals - Semplice, fa menor.
8. Vals, do menor.
9. Vals - Prestissimo, si menor.
10. Vals - Vivo, do mayor.
11. Polonesa, re mayor.
12. Finale, re mayor.

### Introducción.Moderato
La única introducción de seis compases consiste en una ruptura ascendente de la tríada en re mayor enriquecida con tonos secundarios, en la que se aprecia cierta similitud con los compases introductorios de la Invitación a la danza de Weber. Mayeda interpreta el gesto interrogatorio de este pasaje en relación con la novela como una expresión musical de la pregunta de a quién otorgará Wina sus favores.

### N.º 1
La pieza se caracteriza por un tema de escala sencillo y alegre, que ya está incluido como Vals n.º 6 en los Tres estudios y reaparece en el n.º 12. Así, se presenta aquí el tema general de la obra. Mayeda interpreta esta pieza como "La entrada de Walt".
El pasaje marcado por Schumann en la novela de Jean Paul dice:
Cuando él [Walt] salió de la pequeña habitación, oró a Dios para poder volver a encontrarla; era para él como si fuera un héroe sediento de gloria que se prepara para su primera batalla.

### N.º 2Prestissimo
Los acordes rotos de mi bemol mayor brillantemente acelerados en fortissimo son seguidos por un pasaje con una melodía en zigzag (primero mezzoforte, luego pianissimo). Un da capo exige la repetición completa de este corto pasaje. Sin dar ninguna razón, Mayeda describe esta pieza como “el contrarretrato contrastado de Vult, su entrada tempestuosa y animada con lograda elegancia. La música corresponde muy vívidamente al pasaje de texto marcado en la copia personal de la novela. Esto se refiere al salón de baile al que entra Walt después de deambular por otras habitaciones.

El texto marcado en la novela es:
Finalmente, queriendo examinar la habitación contigua, salió al verdadero salón resonante y radiante, lleno de figuras ondulantes y sombreros en medio del humo mágico. ¡Qué cielo naciente del norte lleno de formas zigzagueantes que chocan unas contra otras!

### N.º 3
Un tema enérgicamente acentuado en fa sostenido menor, tocado en octavas, se introduce primero al unísono en la mano inquierda, después de lo cual la misma melodía aparece más de dos octavas más alta en la mayor, apoyada por octavas en el bajo y con una segunda parte modificada. En una tercera sección (nuevamente en fa sostenido menor) hay un canon entre las voces superior e inferior. Mayeda piensa que la declaración mayoritariamente mal entendida de Schumann de que aprendió el contrapunto de Jean Paul encuentra una explicación aquí. Reclams Klaviermusikführer (Guía de música para piano de Reclam) comenta: 'Las octavas menores en fa sostenido pueden significar las botas gigantes de la grotesca máscara de Jean Paul". Según Ernst Bücken "la tercera pieza representa varias características enmascaradas que se cruzan".
El pasaje resaltado en la novela dice:
Lo que más le atraía a él y lo admiraba era una bota gigante que se deslizaba y se desgastaba sola.

### N.º 4Presto
La pieza está en compás de 3/8 y tiene una forma tripartita (ABA'). La sección A, que comienza en la mayor, termina en fa sostenido menor y alterna entre estas dos tonalidades a medida que avanza. Melodía y ritmo se diferencian y tienen una vitalidad suave, la dinámica aumenta de piano a forte. La parte B te atrapa a través de la división errática entre la mano derecha e izquierda, así como la dinámica (crescendo - subito pianissimo) y agógico (accelerando, ritenuto) y un toque extremadamente caprichoso. La parte final (A') difiere de la parte A por el aumento final intensificado a fortissimo. Como Wina está escondida detrás de la máscara de una monja, Mayeda saca la conclusión: "La música, llena de añoranza y gestos graciosos, puede entenderse como un retrato de Wina. Linke y Kneip ven el carácter de la música de forma ligeramente diferente: “Un arlequín que se mezcla con ella de forma burlona".
El texto resaltado en la novela dice:
Hope [anteriormente descrita como una doncella con una corona de flores en la cabeza (detrás de la máscara está Vult) se volvió rápidamente; vino una pastora enmascarada, y una humilde monja con media máscara y un fragante ramo de aurículas.

### N.º 5
La música es un arreglo del Trío del n.º 7 de las Ocho polonesas para dúo de piano. Mayeda dice que la polonesa trata del baile de Walt con Wina, la hermosa mujer polaca. Además, cree que la música contiene una representación de la doble máscara de Walt como minero y carretero. Desde el compás 9 escucha "el laborioso movimiento de la pala" del minero, mientras que desde el compás 13 "el ritmo enérgico de conducir hacia adelante" representa la actividad del carretero.
El texto marcado en la novela es:
Ahora se quedó solo por un segundo al lado de la tranquila doncella. . .

### N.º 6
Esta pieza es formalmente un rondó: un triple ritornello ligeramente variado es interrumpido alternativamente por dos cuplés de diferente carácter. Linke y Kneip ven aquí “una escena en el salón de las bebidas, en el medio (en la 2.ª y 4.ª parte) Música en el pasillo...". Mayeda interpreta esta pieza como una representación de Walt bailando. "El tema principal enérgico - apasionado sin elegancia -" es "la intensificación del motivo minero del n.º 5". El pianissimo del tema en la mayor del primer pareado del compás 7 es visto por Mayeda como una apariencia tímidamente torpe de Walt. Cuando el mismo tema vuelve a aparecer más adelante en el n.º 10, fortissimo y transpuesto a sol mayor, representa el comportamiento confiado de Vult disfrazado de Walt.
El texto marcado en la novela es:
Tus valses hasta ahora, no te tomes a mal la noticia, recorrían la sala como buenas imitaciones faciales, en parte horizontales hechas por el carretero, en parte verticales por el minero.

### N.º 7Semplice
Después de ocho compases introductorios de pianissimo en fa menor de un carácter pensativo y melancólico, sigue “un vals anhelante al estilo de Jung-Schumann” en la bemol mayor. Siguiendo la entrada en la novela, se trata de la idea de Vult de intercambiar disfraces con Walt. Vult ve que Walt está enamorado pero no puede bailar bien. Así que se ofrece a intervenir por él. En la historia el intercambio de máscaras crea el problema de que al final no queda claro si la confesión de amor de Wina pertenece al bailarín Vult o a su hermano Walt.

### N.º 8
La pieza comienza en fortissimo con una enérgica apertura de ocho compases en Do sostenido menor, ambientada en un ritmo de 3/4. El siguiente vals en re bemol mayor se caracteriza por el mismo ritmo. Asigna este ritmo, que Mayeda encuentra inusual, al extravagante Vult: “El n.º 8 es obviamente el baile brillante de Vult". Walt, por otro lado, se caracteriza por el ritmo más normal, que ocurre en el n.º 6.

### N.º 9Prestissimo
El boceto subyacente al tema de apertura se concibió originalmente como un vals in tempo giusto. Los cambios de tempo y de carácter (prestissimo) se hicieron, en opinión de Mayeda, "sin duda con la intención" de adaptar la música al argumento de la novela. Este autor interpreta el compás 9 como un “reflejo del apresurado intercambio de máscaras”.
El pasaje marcado en la novela dice:
"Así que hazlo rápido", respondió Vult sin pensar.

### N.º 10Vivo più lento
Los primeros 16 compases de la pieza (en 3/8, tensamente pianissimo) comienzan con una fanfarria en do mayor. Luego reaparecen las apresuradas octavas del n.º 9 conmemorando, según Mayeda, el intercambio de máscaras. Después de eso, el primer pareado ligeramente modificado del n.° 6 aparece en compás de 3/4, pero aquí en sol mayor en lugar de la mayor, en fortissimo en lugar de pianissimo, y debido al movimiento más completo y al tempo más lento (più lento) es más pesado. La parte restante (más larga) de la pieza se llena con un vals, que se interrumpe poco antes del final con una interjección fortissimo de cuatro compases y después de un compás de pausa se calma con un calderón (ritenuto). Mayeda interpreta el pesado pasaje en sol mayor (T. 17 ff) como "... Vult, que se adelantó con grandes pasos varoniles en las máscaras dobles de Walt como minero y carretero: ¡Soy yo, Walt, pido este baile! " La pregunta planteada al principio se discute aquí (compases 25-40), luego se habla directamente de Wina en los contornos claros de la melodía introductoria (compases 41-44). En el reflejo expresivo (T. 45-48) se reconoce inequívocamente el sí amoroso de Wina, lo que también es confirmado por la dichosa contramelodía de la danza nocturna [...]." El arrebato fortissimo se interpreta como el repentino despertar de Vult de su sueño dichoso. Sin embargo, la reacción de enojo de Vult al darse cuenta de esto en la novela no aparece en la música: "... su baile con su amada Wina termina en un tono de noble y tranquila resignación".
El pasaje marcado en la novela dice:
Cuando Walten entró, parecía que todos lo miraban intercambiando máscaras [...]. Algunas mujeres notaron que Hope detrás de las flores ahora usaba cabello rubio en lugar de negro, pero lo atribuyeron a la peluca. El paso de Walt también era más pequeño y femenino, como corresponde a las esperanzas que tenía. Pero pronto se olvidó de sí mismo y de Saal y de todo, ya que Vult llevó a Wina [...] a lo más alto de la danza inglesa y ahora, ante el asombro de la bailarina, esbozó artificialmente un paso de baile con ella.

### N.º 11
El precursor de esta brillantemente caprichosa polonesa en re mayor se encuentra en el Jugendpolonaiseen para piano a cuatro manos, pero aquí está tan ampliado que se convierte en el movimiento más extenso y posiblemente más efectivo de todo el ciclo. Mayeda afirma, “…que tales analogías poético-musicales sólo pueden entenderse en los pasajes de nueva composición que aún faltan en la polonesa juvenil. Esta es sobre todo la sección central extendida de Più lento (compás 32 y siguientes) con el enigmático pasaje al unísono (compás 42 y siguientes).
El pasaje marcado en la novela es:
Al final del baile, Vult dejó escapar más y más sonidos polacos en el apresurado apretón de manos, en el cruce hacia arriba y hacia abajo, pero solo susurros del idioma, solo mariposas locas de una isla lejana voladando hacia el mar. Este idioma llegó a Winen como una rara canción de alondra a fines del verano.

### N.º 12Finale
El último número comienza con una cita del entonces conocido baile del abuelo, seguido de un baile rápido en compás de 2/4. Luego de la repetición del baile del abuelo, el tema del n.º 1 aparece en el compás 25 y se combina con el tema del abuelo del compás 31 en adelante. A medida que este último se desvanece, volviéndose cada vez más silencioso, el tema del n.º 1 está inicialmente velado rítmicamente, luego solo se repite el comienzo a modo de escala y se acorta en un tono con cada repetición, de modo que finalmente solo queda una pausa. Las notas contienen la entrada: “Se calla el ruido de la noche de carnaval. El reloj de la torre da las seis. Esto se logra con una nota acentuada que se golpea seis veces mientras la música se desvanece. El motivo del desvanecimiento se retoma en los compases finales: un acorde de séptima dominante arpegiado se estrecha a través de la amortiguación sucesiva de los tonos armónicos hasta llegar a un solo tono. La idea creativa básica de este final surgió cuando Schumann descubrió accidentalmente que el primer tema (n.º 1) es contrapuntístico con el tema del abuelo. No hay entrada en la novela para el n.º 12. Sin embargo, Schumann escribió a Castelli que el final correspondía a la frase: "Desde lejos, Walt estaba encantado de escuchar los sonidos que huían, porque no se dio cuenta de que su hermano huía con ellos." Esta última frase, Schumann la había puesto originalmente el eslogan delante de sus Papillons, pero la cita no apareció en la edición impresa.

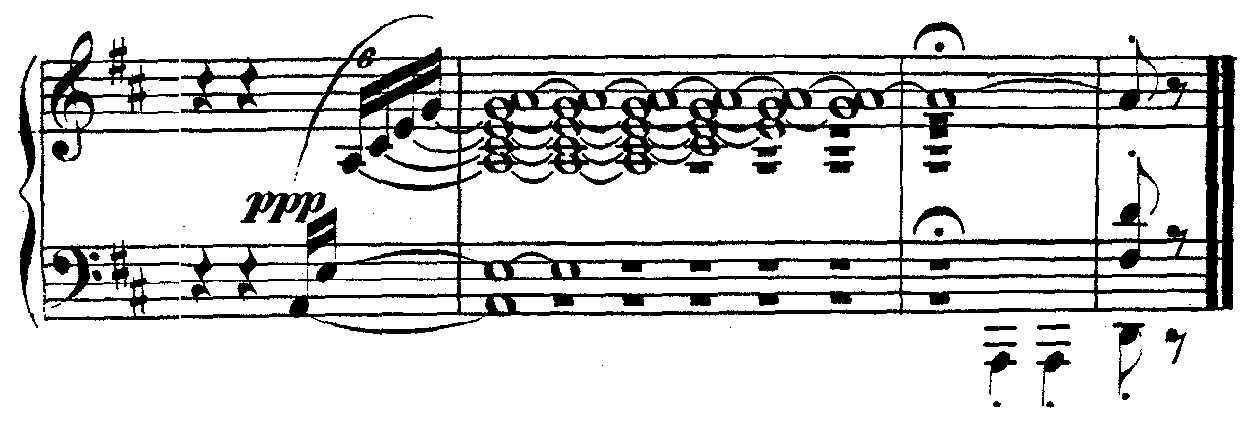
Cierre del Finale.